# A Haunted House 2
A Haunted House 2 (¿Y dónde está el fantasma? 2 o In-Actividad Paranormal 2 en Hispanoamérica y Paranormal Movie 2, en España), es una secuela de la película de comedia estadounidense estrenada en enero del 2013. Se estrenó el 18 de abril de 2014 en los Estados Unidos.

## Argumento
Tras perder a su novia poseída, Kisha, en un accidente de coche, Malcolm (Marlon Wayans) conoce y se enamora de Megan (Jaime Pressly), madre soltera con dos niños: Becky y Wyatt. Cuando se muda a una nueva casa con la familia, Malcolm descubre unos extraños acontecimientos sobrenaturales alrededor de los niños y de la propiedad: encuentra unos videos que muestran asesinatos de familias por un demonio llamado Bughuul y una muñeca acosadora llamada Abigail (Annabelle). Para hacer las cosas más difíciles, Kisha vuelve de entre los muertos y se muda a la casa de enfrente, y no hay nada peor que el desprecio de una exnovia demoníaca.

## Reparto
- Marlon Wayans como Malcolm Johnson.[2]
- Jaime Pressly como Megan.[2]
- Essence Atkins como Kisha Davis.[2]
- Dave Sheridan como Bob Kearney, el hermano/socio analfabeto de Dan.[2]
- Affion Crockett como Ray-Ray, el primo gánster de Malcolm.[2]
- Cedric the Entertainer como el padre Doug Williams.[2]
- Hayes MacArthur como Ed Warren.[2]
- Missi Pyle como Lorraine Warren
- Gabriel Iglesias como Miguel José Jesús González Smith.[2]
- Ashley Rickards[2] como Becky.[2]
- Steele Stebbins como Wyatt.[2]

## Parodias
Las siguientes películas han sido parodiadas o mencionadas en la película:
- Paranormal Activity 3: Algunas escenas como el té, y el amigo imaginario.
- Paranormal Activity 4: 3 noches son iguales a las de esta película, además el personaje de Wyatt y el regreso de Kisha poseída.
- Paranormal Activity 2: La manera en que Megan muere.
- Paranormal Activity: The Marked Ones: El personaje de Miguel y cuando Ray Ray entra a la casa y encuentra a todos muertos.
- Insidious.
- Sinister: Los videos de los asesinos y el demonio Boghuul.
- The Possession. La caja de Becky.
- The Conjuring: La muñeca abigail y parte final del exorcismo.
- Evil Dead (2013): Cuando Becky vomita sangre en la cara de Malcolm.
- The Texas Chainsaw Massacre.
- Freddy vs. Jason: La muerte de Becky.
- A Haunted House: Varias escenas.
- Scary Movie: Malcolm las menciona y la escena del sótano es similar a la de Scary Movie 3.
- Scream 3: Cuando se apagan las luces y todos gritan.
- [•REC]²: Final.
- Paranormal Activity 2: Tokyo Night: Principio de la película.
- Breaking Bad: El doctor que ayuda a Malcolm y su fábrica de metanfetamina.
- El exorcista: La escena de flashback donde Malcolm y Kisha tienen sexo y ella voltea la cabeza de forma parecida a Reagan en El exorcista.